# اتحادیه جهانی انسان‌گرا و اخلاق‌گرا

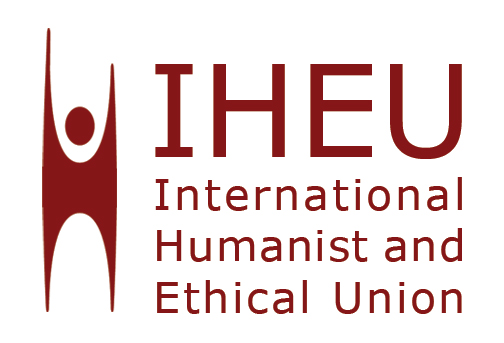
Logo IHEU

اتحادیه جهانی انسان‌گرا و اخلاق‌گرا (به انگلیسی: The International Humanist and Ethical Union (IHEU)) یک سازمان  مردم‌نهاد فرا سازمانی است برای انواع سازمان‌های انسان‌گرا، بی‌خدا، خردگرا، سکولار، شک‌گرا، آزاداندیش و همچنین پیرو فرهنگ اخلاقی در تمام دنیا می‌باشد. IHEU در سال ۱۹۵۲ در آمستردام بنیان‌گذاری شد. این سازمان توسط اتحادیه دموکراتی تشکیل‌شده که بیش از ۱۰۰ سازمان در ۴۰ کشور دنیا را شامل می‌شود. جولین هاکسلی (اولین مدیر یونسکو) ریاست شورای بنیان‌گذار IHEU را بر عهده داشته‌است.
IHEU دارای مقام مشورتی در شورای اقتصادی و اجتماعی سازمان ملل (ECOSOC) است. IHEU هر سه سال، کنفرانسی در یکی از سازمان‌های عضوش برگزار می‌کند. کنفرانس بعدی در سال ۲۰۰۴ در آکسفورد انگلستان توسط انجمن انسان‌گرای بریتانیایی برگزار خواهد شد.
در سال ۲۰۰۲، IHEU به اتفاق آرا بیانیه آمستردام (۲۰۰۲) را به تصویب رساند، که نمایان‌گر آرای رسمی اومانیسم جهانی است. انسان شاد نماد رسمی IHEU است.

## اهداف بلندمدت

نماد IHEU، انسان شاد

اهداف استراتژیک بلندمدت IHEU به شرح زیر است:
- ترویج انسان‌گرایی و مواضع زندگی خداناباور در سراسر جهان.
- نمایندگی از انسان‌گرایی در جامعه بین‌المللی و سازمان‌ها.
- دفاع از حقوق بشر و حقوق انسان‌گرایان.
- گسترش انسان‌گرایی در تمام نقاط دنیا.
- ساخت سازمانی قوی و مؤثر در سطح جهانی.

## جوایز IHEU

### جایزه انسان‌گرای بین‌المللی
این جایزه برای دستاورد برجسته در گسترش و دفاع از انسان‌گرایی اهدا می‌شود.
- ۱۹۸۸: آندره ساخاروف فیزیکدان هسته‌ای، برنده جایزه صلح نوبل.
- ۱۹۹۰: الکساندر دوبچک رهبر چکسلواکی در دوران «بهار پراگ».
- ۱۹۹۹: پاول کورتز نویسنده و بنیان‌گذار کمیته تحقیق شک‌گرایانه.
- ۲۰۰۲: آمارتیا سن اقتصاددان و نظریه‌پرداز اجتماعی برنده جایزه نوبل اقتصاد.
- ۲۰۰۸: فیلیپ پولمن نویسنده انگلیسی.
- ۲۰۱۱: پی‌زی مایرز استاد زیست‌شناسی دانشگاه مینه‌سوتا موریس.

### دیگر موارد
- ۱۹۸۸: جایزه انسان‌گرای برجسته: بتی فریدان؛ هربرت هاپتمن؛
- ۱۹۹۲: جایزه حقوق بشر برجسته: یلنا بونر
- ۱۹۹۶: جایزه انسان‌گرا: تسلیمه نسرین
- ۲۰۰۹: برای کار در جهت گسترش دانش و خرد (به همراه انجمن انسان‌گرای بریتانیایی): ریچارد داوکینز